# ویلیام جیمز
ویلیام جیمز (William James، زاده ۱۱ ژانویه ۱۸۴۲ – درگذشته ۲۶ اوت ۱۹۱۰) فیلسوف، روان‌شناس و پزشک آمریکایی است که بنیان‌گذار مکتب پراگماتیسم بود. فلسفه پراگماتیسم وی را «عملگرایی» یا «اصالت دادن به عمل» در زبان فارسی ترجمه کرده‌اند؛ ولی در یک نگاه اجمالی ویلیام جیمز منشأ حقیقت را در «سودمند بودن» یک امر یا قضیه می‌دانست. حقیقت به چیزی گفته می‌شود که «سودمند» یا «عملی» باشد. چیزی که «سودمند» نیست نمی‌تواند «حقیقت» باشد. پراگماتیست‌ها معتقد بودند هدف ما نباید کشف حقیقت و رسیدن به آن باشد بلکه همین که سودمندی و منفعت خود را برساند نشانه صحیح بودن آن و حقیقت است؛ مثلاً وقتی به زغال داغ که سوزنده است دست نمی‌زنیم این عملاً برای ما سودمند است پس حقیقت است. به همین منظور طرفداران این مسلک را امروزه «عملگرا» ها می‌نامند. در زبان روزمره به چیز یا کسی که به منافع قابل دسترسی کوشش می‌کند عادتاً «پراگماتیست» می‌گویند.
ویلیام جیمز در ۱۸۴۲ در نیویورک سینی متولد شد. پدر او عارفی بود از پیروان سودنبورگ که نکته سنجی و بذله گوییش به عرفان او صدمه ای نزده بود؛ پسر نیز هر سه صفت را دارا بود. پس از آنکه چند صباحی در مدارس خصوصی آمریکا به تحصیل پرداخت با برادرش «هنری»، که یکسال کوچکتر از او بود، برای تحصیل در یک مدرسه خصوصی به فرانسه فرستاده شد. در آنجا با شارگو و دیگر آسیب شناسان روان به کار مشغول شدند و هر دو رغبتی به روان‌شناسی پیدا کردند. یکی از آنها، بنا به یک قول مشهور قدیم، داستان را مانند روان‌شناسی و دیگری روان‌شناسی را به شکل داستان نوشت. «هنری» بیشتر عمر خود را در خارج گذراند و آخر کار به تابعیت انگلستان درآمد. او در اثر تماس دایمی با تمدن اروپایی به مرحله ای از کمال و پختگی فکری رسید که برادرش ویلیام فاقد آن بود؛ ولی ویلیام پس از آنکه به آمریکا برگشت تحت تأثیر ملتی جوان و پرنشاط و امید قرار گرفت و زمان و مکان خود را پذیرفت که با بال و پر عمر خویش به کمال اوج و شهرت رسید، شهرتی که هیچ فیلسوف آمریکایی تا آن وقت به دست نیاورده بود. از دانشگاه هاروارد به اخذ درجه دکترا در طب نایل شد. از سال ۱۸۷۲ تا هنگام مرگ، به سال ۱۹۱۰، در همان دانشگاه نخست به تدریس تشریح و فیزیولوژی و بعد روان‌شناسی و آخر کار به تعلیم فلسفه پرداخت. بزرگ‌ترین اثر او تقریباً نخستین اثر اوست و عنوانش «اصول روان‌شناسی» است و به سال ۱۸۹۰ منتشر شده این کتاب مخلوط دلپذیری است از فلسفه مابعدالطبیعه و تشریح و تحلیل، زیرا روان‌شناسی او زادهٔ فلسفه مابعدالطبیعه است. با اینهمه، کتاب آموزنده‌ترین و سهل الفهم‌ترین خلاصه ای است که در این موضوع نوشته شده است. ظرافت و لطفی که هنری در جملات خود به کار برده است ویلیام را در بیان عمیقترین درون بینی که روان‌شناسی از عهد صراحت و روشنی خیره کننده دیوید هیوم تاکنون شناخته است، کمک کرد. این عشق به تحلیل روشنگر ویلیام جیمز را از روان‌شناسی به فلسفه رهنمایی کرد و سرانجام به خود فلسفه مابعد طبیعی برگشت. با همه تمایلات واقع بینی و اثباتی خود استدلال می‌کرد که فلسفهٔ مابعدالطبیعه فقط کششی است برای تفکر صریح و روشن دربارهٔ اشیاء و فلسفه را با همان روش روشن و ساده خود چنین تعریف کرد: «فکر دربارهٔ اشیاء به قابل فهم‌ترین وجوه ممکنه.» بدین ترتیب پس از سال ۱۹۰۰، آثار او تقریباً همه در زمینه فلسفه بود. از کتاب «اراده ایمان» (۱۸۹۷) شروع کرد؛ بعد، پس از انتشار شاهکاری دربارهٔ تأویلات روان‌شناسی به نام «طرق آزمایش دینی و روحانی» (۱۹۰۲)، به انتشار کتاب مشهور خود به نام «پراگماتیسم» (۱۹۰۷)، «عالم متکثر» (۱۹۰۹)، «معنی حقیقت» (۱۹۰۹) پرداخت. «برخی از مسائل فلسفه» یک سال پس از مرگ او منتشر شد (۱۹۱۱)، و بعد مجلد مهمی به نام «رسالاتی در فلسفه تجربی اساسی» از چاپ درآمد (۱۹۹۲) که در آن او به صراحت و وضوح تمام مبانی فلسفی خود را بیان داشته است و نقطه شروع خوبی برای مطالعه تفکرات این پزشک آمریکایی است.

## زندگی و خانواده
ویلیام جیمز در نیویورک سیتی به دنیا آمد. پدرش هنری جیمز (بزرگ) عالم روحانی و پیرو فلسفه سوئدنبرگ بود. ویلیام، بزرگ‌ترین فرزند از پنج فرزند خانواده به‌شمار می‌آمد. یک خواهر و سه برادر داشت. یکی از برادرانش موسوم به جیمز (کوچک) رمان‌نویس مشهوری شد. خانواده او خانواده‌ای بااستعداد، استثنائی و فعال بودند. ویلیام جیمز به همراه برادر کوچکتر خود هنری جیمز موفقیت‌های بسیاری را کسب کردند.
همچنین خواهر او الیس جیمز نیز در زمینه نویسندگی، موفقیت‌هایی کسب نمود.

## تحصیلات
تحصیلات رسمی ویلیام جیمز به‌طور منظم صورت نگرفت. دانش‌اندوزی واقعی او در محیط خانواده آغاز شد زیرا دوستان هوشمند و فاضل پدرش غالباً به خانه آنان می‌آمدند و دربارهٔ موضوع‌های گوناگونی بحث و گفتگو می‌کردند. ویلیام جیمز در مدارس سوئیس، آلمان، فرانسه و انگلستان تحصیل کرد و علاقه خاصی به علوم طبیعی و نقاشی در او بیدار شد. در سال ۱۸۶۰ آموزش رسمی را برای نقاش شدن آغاز کرد ولی دشواری کار به او فهماند که نقاش شدن کار او نیست؛ لذا پس از یک سال وارد دانشکده «علوم لارنس» در هاروارد شد؛ اما در سال ۱۸۶۴ تغییر رشته داد و به دانشکده پزشکی رفت.
در مأموریتی به برزیل، دچار بیماری آبله شد و از آن زمان تا اواخر عمرش این بیماری بارها عود کرد. درجه دکترای پزشکی‌اش را در سال ۱۸۶۹ دریافت کرد و پس از گذراندن یک دوره عود بیماری آبله، کار تدریس در دانشگاه هاروارد را آغاز کرد؛ ابتدا آناتومی و فیزیولوژی، سپس روان‌شناسی و بالاخره در سال ۱۸۷۹ فلسفه تدریس کرد.

## اندیشه‌ها
هنگامی که در سال ۱۸۷۸ ازدواج کرد، به نظر می‌رسید که تندرستی و روحیه فعال خود را نه تنها حفظ کرده، بلکه سالم‌تر و فعال‌تر شده است. او تدریس کرد، به شاگردانش دانش آموخت، سفرها کرد، به شهرت و آوازه رسید، و انگیزش فکری عظیمی را در محفلی از دوستان و همکاران برجسته و فاضل خود پدید آورد و نیز از محضر آنان نیز بهره‌ها برد. فیلسوف بزرگ عصر و زمانه‌اش بود. وی فلسفه پراگماتیسم را که از سوی همشهری آمریکایی‌اش چارلز سندرز پیرس باب شده بود، پذیرا شد و آن را بسط و توسعه داد. در واقع ویلیام جیمز بنیان‌گذار مکتب پراگماتیسم می‌باشد.
پذیرش کثرت، سیلان و صیرورت و نامتعین بودن همه چیزها و یک دیدگاه واقع‌بینانه و مبتنی بر عقل موجود - نسبت به همه جنبه‌های تجربه بشری - در کانون تفکر او قرار دارد. اما این هرگز موجب نمی‌شود که فلسفه وی یکنواخت و دنیوی شود. او معتقد بود که اگر فکر و اندیشه‌ای مؤثر واقع شود، از نوع فکر و اندیشه واقعی است؛ و مادامی که سبب‌ساز دگرگونی در زندگی شود، پرمعنا و ارزشمند خواهد بود. از نگاه او، حقیقت یک امر مطلق ثابت و تغییرناپذیر نیست بلکه در اثر فعالیت انسان ابداع یا ایجاد می‌شود. علاوه بر آن، بین حقیقت و خیر پیوندی تنگاتنگ وجود دارد: آنچه حقیقت است تبدیل به خیر می‌شود.
دغدغه نهایی او یک امر اخلاقی است. او می‌خواهد روشی فلسفی را برای زندگی و نیز انسان‌ها ارائه دهد. شیوه زنده و با روح کلام و نوشتارش، وی را در نزد همگان محبوب کرد.
او دغدغه‌های دینی‌اش را در اولین نوشته‌هایش و کتابش با عنوان اصول بیان کرد اما در آثار دیگرش به‌طور واضح‌تری به آن‌ها پرداخت از جمله در کتاب اراده باور. همچنین در (مکتب اصالت عمل) نظراتی را گفته است. این مکتب در مورد معرفت مبتنی بر مکتب فایده گرایی است. او چنین گفته است که عقیده ای درست است که در عمل به کار ما انسان‌ها بیاید و این یک عقیده موفق است. و همچنین افراد دیگر مکتب او را ادامه دادند مثل هنری برگسون.

## درگذشت

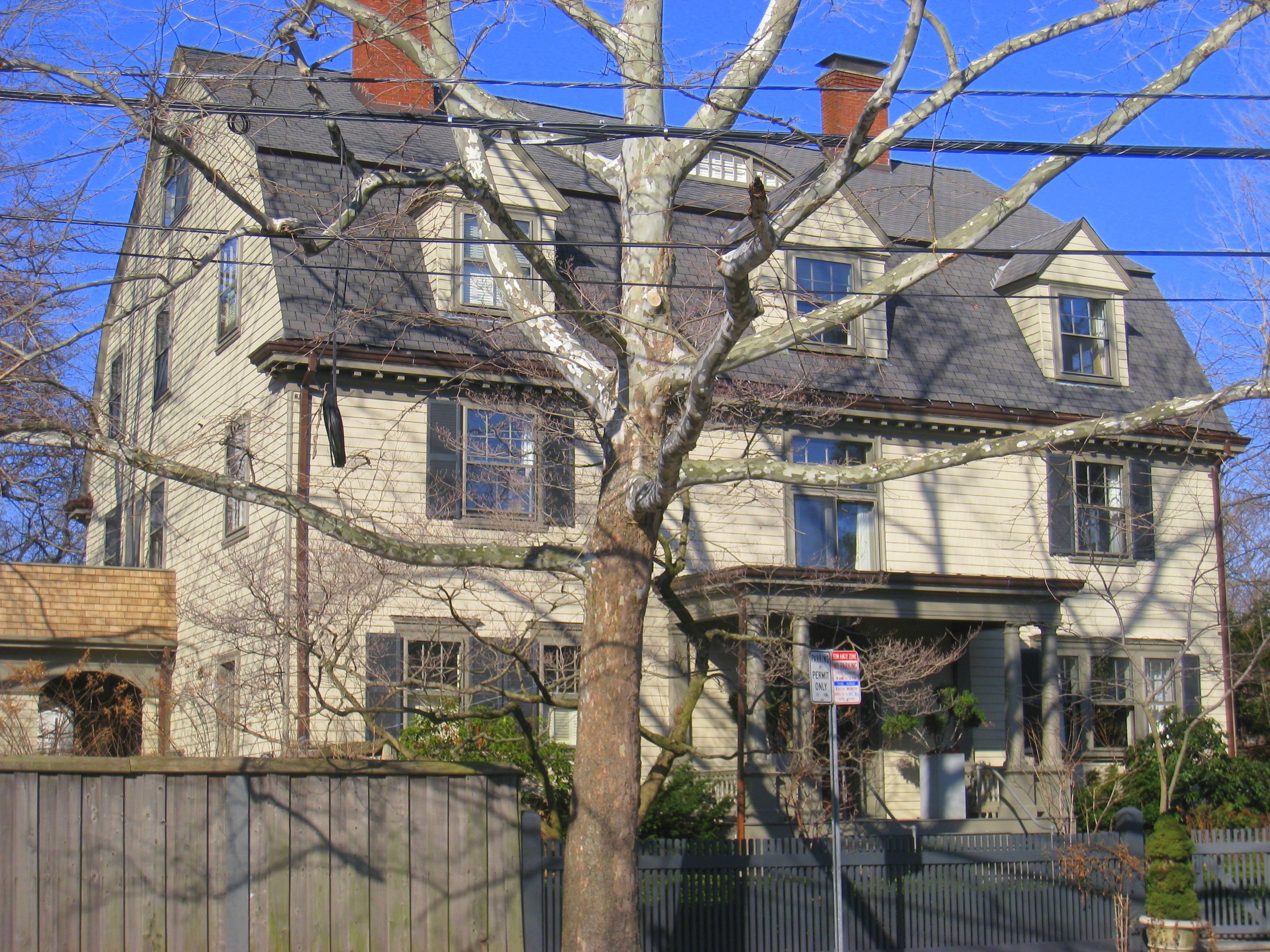
منزل ویلیام جیمز

در سال ۱۸۹۹ که ویلیام جیمز سرگرم بالا رفتن از کوهی در نزدیکی خانه‌اش در نیوهمپشایر بود، راه بازگشت خود را گم کرد. تلاش شدید او برای یافتن راه بازگشت از کوه مزبور، موجب تشدید ناراحتی قلبی‌اش شد. در طول دو سال آینده، تقریباً زمین‌گیر بود. اما به ناگهان و در کمال حیرت، بهبود یافت و توانست به هاروارد برگردد و شغل پرمشغله تدریس را از سر گیرد.
در سال ۱۹۰۷ بازنشسته شد و در ۱۹۰۹ کتاب یک جهان کثرت‌گرا را انتشار داد؛ وی در این اثر به طرز درخشانی به آثار هگل، فخنر و برگسون پرداخته است. پس از چند ماه، ناراحتی قلبی او دوباره بروز کرد و در ۲۶ اوت ۱۹۱۰ در خانه‌اش، واقع در نیوهمپشایر، درگذشت.

## آثار
1. پراگماتیسم، نامی تازه برای برخی طرق اندیشیدن، مطالعات همگانی در فلسفه (Prognatism, a New Name for some Old Ways of Thinking: Popular Lectures on Philosphy) این کتاب، که در ۱۹۰۷ انتشار یافت، مجموعه‌ای از سخنرانی‌هایی است که ویلیام جیمز، در ۱۹۰۶–۱۹۰۷ ایراد کرده است. پراگماتیسم از کلمه یونانی «پراگما»[۷] به معنای عمل است، و کلمه‌ای است که نخستین بار چارلز پیرس[۸] انگلیسی در مقاله معروفش با عنوان چگونه می‌توان افکار خود را روشن ساخت، به کار برده است. پیرس در این مقاله ثابت می‌کند که برای شکافتن یک فکر کافی است که به تعیین رفتاری که این فکر برمی‌انگیزد، بپردازیم). این اصل که بیست سال بعد ویلیام جیمز بحث دربارهٔ آن را از سر می‌گیرد در اندک زمان به نحو گسترده‌ای رواج می‌یابد. دقیق‌تر بگوییم، اصطلاح «پراگماتیسم» فقط به این جریان که در دهه‌های آخر قرن نوزدهم مخصوصاً به همت جیمز و دیویی[۹] اروپا را فرا گرفت گفته می‌شود. جیمز از این اصل آغاز می‌کند که هیچ‌یک از نظام‌های فلسفی که تا این زمان پیشنهاد شده است، قانع‌کننده نیست، زیرا مذهب اصالت تجربه غیرانسانی و غیردینی است و مذهب اصالت عقل از صفت عینی عالم واقع غافل است. «هیچ نظریه‌ای نسخه مطلق واقعیت نیست»؛ همه نظریه‌ها جنبه سودمندی دارند و بیشتر صورت‌های ذهنی سازگاری با واقعیت‌اند تا جلوه‌ها و پاسخ به معمایی که از سوی الوهیت طرح شده است. مذهب اصالت عمل تنها فلسفه‌ای است که در دسترس آدمی است، زیرا سعی ما در راه شناخت در هر قدم بر اثر ترجیحات و منافع و نیازهای ما تحریض و هدایت می‌شود. به همین جهت، جیمز به جای این‌که اصل فکری و عقلی کاملاً غیرشخصی را ملاک حقیقت انگارد، فلسفه‌ای را می‌پذیرد که با احتیاجات و خواسته‌های ما مطابقت دارد. برطبق اصول مذهب اصالت عمل، هرگاه نتایج فرضیه‌ای در زندگی سودمند باشد نمی‌توان آن را طرد کرد. بدین ترتیب در شیوه تفکر ما، امر حقیقی و درست تنها آن چیزی است که در شیوه عمل مناسب باشد. حقیقت یک تصور صفتی از این تصور نیست، بلکه حقیقت بر تصور ما «فرود می‌آید»، و آن‌گاه تصور حقیقی می‌شود و حقیقت خود را از حوادث می‌گیرد؛ بنابراین، فلسفه امر حقیقی را مشاهده نمی‌کند، بلکه آن را خلق می‌کند: «ما قطعه‌ای از سنگ مرمر را دریافت می‌کنیم، اما مجسمه را ما خود می‌تراشیم.» ملاحظه می‌کنیم که در این شرایط، جیمز در تاریخ فلسفه تنها میان مزاج‌های فردی تعارضی می‌بیند که از ظریف (مذهب اصالت عقل) به وحشی (مذهب اصالت تجربه) ادامه دارد؛ بنابراین، مذهب اصالت عمل به جای جستن انسجام مطلقی سعی دارد که برخوردهای میان مکاتب مختلف را تعدیل کند. این فلسفه توانسته است نوعی عرفان ملموس باشد که معرفت را صورت ساده‌ای از سازگاری حیاتی می‌بیند؛ با این همه، هدف آن عالی‌تر است و می‌خواهد ضابطه عمل را به مقام ضابطه عینی ارتقاء دهد. به همین جهت، فلسفه عملی به نوعی فلسفه انسانی (اومانیسم) تعبیر می‌شود که فرق دقیق آن برحسب آرمان زندگی فلاسفه مختلف که مبلغ آن‌اند، متغیر است. در نظر جیمز، این مکتب رنگ فلسفه روحی (اسپیریتوئالیسم)[۱۰] به خود گرفته است.
2. اصول روان‌شناسی (The Principles of Psychology)
3. اراده باور و مقالاتی دیگر در فلسفه (The Will to Believe and Other Essays in Popular Philosophy)[۱۱]
4. تنوع تجربه دینی (The varieties of Religious Experience) این کتاب که حاصل سخنرانی‌های او در مجموعه پر وجهه گیفورد است که در سال‌های ۱۹۰۱ و ۱۹۰۲ در ادینبورگ ایراد کرد امروزه اثری کلاسیک در حوزه دین‌پژوهی شمرده می‌شود.[نیازمند منبع]

## پی‌نوشت
1. ↑  Krey, Peter (2004), "The Ethics of Belief: William Clifford versus William", p. 1.
2. ↑  "Bill James, of Harvard, was among the first foreigners to take cognizance of Thought and Reality, already in 1873...", Lettres inédites de African Spir au professeur Penjon (Unpublished Letters of African Spir to professor Penjon), Neuchâtel, 1948, p. 231, n. 7.
3. ↑  Swedenborg
4. ↑  https://plato.stanford.edu/entries/james
5. ↑  A pluralistic universe
6. ↑  Fechner
7. ↑  Pragma
8. ↑  Charles Peirce
9. ↑  Dewey
10. ↑  Spiritualisme
11. ↑  https://plato.stanford.edu/entries/james/#Bib